# Pelagornis sandersi

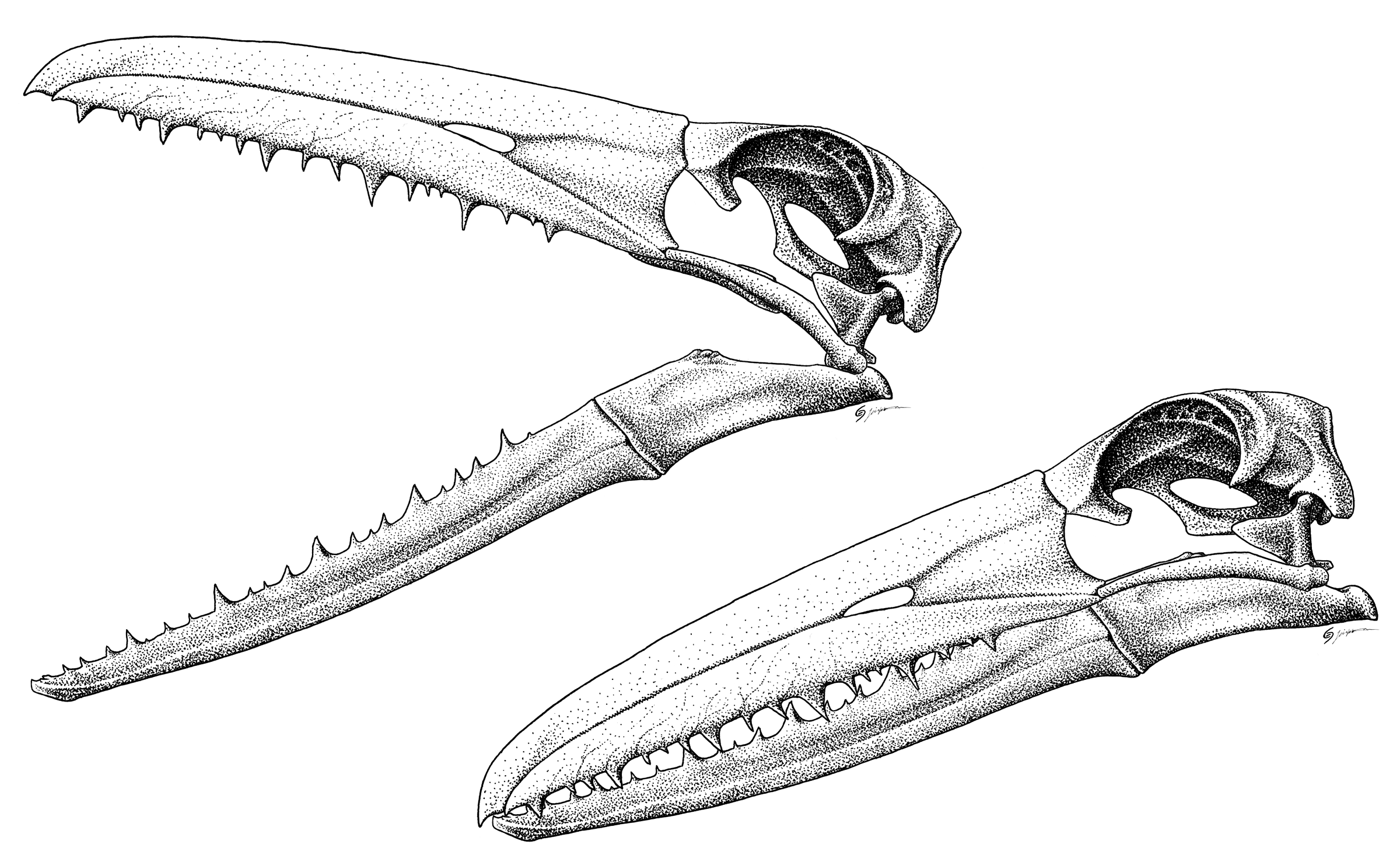
Cabeza de Pelagornis sandersi

Pelagornis sandersi es una especie de ave marina extinta de la familia Pelagornithidae. Con una envergadura alar de 6,1 m a 7,4 m es la mayor ave voladora encontrada hasta ahora, el doble de tamaño que el albatros viajero, la especie de ave voladora más grande que vive en la actualidad. Sus restos fósiles datan de hace 25 millones de años, durante el Oligoceno.
En este sentido, suplantaría al ave más grande anteriormente conocida, Argentavis magnificens (la cual también está extinta). La envergadura de A. magnificens sin sus plumas sería de unos 4 metros, mientras que la de P. sandersi sería cerca de 1.2 metros más larga. Los restos fósiles de P. sandersi datan de hace unos 25 millones de años, durante la época del Chattiense del Oligoceno.
Algunos científicos expresaron su sorpresa ante la idea de que esta especie de hecho pudiera volar, dado que, con entre  22 y 40 kg (48 y 88 lb), podría ser considerada como demasiado pesada para la teoría predominante acerca de los mecanismos por los cuales vuelan las aves.
Dan Ksepka del National Evolutionary Synthesis Center en Durham (Carolina del Norte), quien describió a esta especie, piensa que era capaz de volar en parte por su cuerpo relativamente pequeño y sus alas sumamente alargadas, y debido a que, como los albatros, pasaba mucho de su tiempo sobre el océano, en donde el ave podía dejarse llevar por las corrientes de los vientos que se elevan desde el océano para mantenerse en vuelo.

## Descubrimiento
El único fósil conocido de P. sandersi fue descubierto por primera vez en 1983 en el Aeropuerto Internacional de Charleston en Carolina del Sur, cuando obreros de construcción se encontraban trabajando en una nueva terminal. En la época del ave, hace 25 millones de años, esta área era un océano. El nombre científico de la especie se debe a Albert Sanders, el antiguo curador de la colección de historia natural del Charleston Museum, quien lideró la excavación. Los restos continúan en el Charleston Museum, en donde fueron identificados como una nueva especie por Dan Ksepka en 2014. 
"Aunque no se conservaron las plumas, Ksepka extrapoló la masa, envergadura y forma del ala de los huesos fosilizados y los ingresó a una computadora para estimar como pudo volar el ave. Una estimación conservadora sitúa la envergadura de P. sandersi en cerca de 6.4 metros."

## Fisiología
P. sandersi tenía patas cortas y gruesas y probablemente era capaz de volar solo al saltar de los bordes de los riscos. Se ha estimado que era capaz de volar a 60 km por hora. Como todos los miembros de la familia Pelagornithidae, P. sandersi tenía seudodientes que solo se asemejaban levemente a los de los animales modernos. De acuerdo con Ksepka, los "dientes" de P. sandersi "no tenían esmalte, no crecían en alvéolos, y no se perdían y reemplazaban a lo largo de la vida de la criatura."

## Comparación con los pterosaurios
Aunque la envergadura de P. sandersi de 6.1 - 7.4 metros es considerada como la mayor conocida entre las aves, aún está lejos de ser la del mayor animal volador. Se cree que los mayores reptiles voladores, los pterosaurios como Hatzegopteryx y Quetzalcoatlus alcanzaban envergaduras de más de 10 - 11 metros.